# Corticeiro de Cima
Corticeiro de Cima ist ein Ort und eine ehemalige Gemeinde (Freguesia) im portugiesischen Kreis Cantanhede. Die Gemeinde hatte 723 Einwohner (Stand 30. Juni 2011).
Am 29. September 2013 wurden die Gemeinden Corticeiro de Cima und Vilamar zur neuen Gemeinde União das Freguesias de Vilamar e Corticeiro de Cima zusammengeschlossen.